# Castelvetro di Modena
Castelvetro di Modena – miejscowość i gmina we Włoszech, w regionie Emilia-Romania, w prowincji Modena.
Według danych na rok 2023 gminę zamieszkiwało 11 100 osób, 226 os./km².

## Współpraca
- Castelfidardo, Włochy
- Montlouis-sur-Loire, Francja